# Chrysacris albilinea
Chrysacris albilinea är en insektsart som beskrevs av Zheng, Z. och Z. Shi 1993. Chrysacris albilinea ingår i släktet Chrysacris och familjen gräshoppor. Inga underarter finns listade i Catalogue of Life.